# Маркін (хутір)
Маркін — хутір в Октябрському районі Ростовської області Росія.
Входить до складу Мокролозького сільського поселення.
Населення - 1236 осіб (2010 рік).

## Географія
Хутір розташований над річкою Кадамовка. Нижче хутору з правої сторони у Кадамовку впадає Погоріла балка.

### Вулиці
| - вул. 26 червня, - вул. Відомча, - вул. Далека, - вул. Жоріна, - вул. Зарічна, - вул. Зональна, - вул. Івана Образцова, - вул. Крилова, - вул. Лугова, - вул. Мирошнікова, - вул. Молодіжна, - вул. Новоселів, | - вул. Октябрська, - вул. Пирогова, - вул. Польова, - вул. Річкова, - вул. Садова, - вул. Сільська, - вул. Староцегельна, - вул. Степова, - вул. Транспортна, - вул. Челюскіна, - вул. Шкільна, - вул. Шосейна, | - пров. Вербний, - пров. Веселий, - пров. Клубний, - пров. Курський, - пров. Луковий, - пров. Сонячний. |